# Terron Armstead
Terron Armstead (* 23. Juli 1991 in Cahokia, Illinois) ist ein ehemaliger US-amerikanischer American-Football-Spieler in der National Football League (NFL). Er spielte zuletzt für die Miami Dolphins als Offensive Tackle. Zuvor stand Armstead neun Jahre lang bei den New Orleans Saints unter Vertrag.

## College
Armstead zeigte schon früh sportliches Talent. So betrieb er an der Highschool auch noch erfolgreich Kugelstoßen und Diskuswurf. Er besuchte die University of Arkansas at Pine Bluff und spielte für deren Team, die Golden Lions, auf der Position des linken Offensive Tackle College Football. In drei Spielzeiten bestritt er insgesamt 37 Spiele.

## NFL
Beim NFL Draft 2013 wurde er von den New Orleans Saints in der 3. Runde als insgesamt 75. Spieler ausgewählt, nachdem er beim NFL Combine mit 4,71 s beim 40-Yard-Sprint die beste Zeit, die je ein Offensive Lineman gelaufen war, erreicht hatte.
In seiner Rookie-Saison wurde er als linker Offensive Guard eingesetzt. Er lief in 8 Partien auf, zweimal davon als Starter. Auch in den darauffolgenden Spielzeiten hatte er diese Position inne, konnte aber aufgrund seines Verletzungspechs keine Saison zur Gänze bestreiten. Im Mai 2016 erhielt er einen Fünfjahresvertrag über 64,5 Millionen US-Dollar.
Wegen einer Hüftverletzung fiel Armstead 2017 zunächst aus, konnte dann aber doch 10 Spiele bestreiten. Auch 2018 konnte er verletzungsbedingt nur in 10 Partien als Left Tackle aufgeboten werden, dennoch wurde er für seine konstant guten Leistungen in den Pro Bowl berufen, was ihm auch in den folgenden beiden Spielzeiten gelang.
Im März 2022 unterschrieb Armstead einen Fünfjahresvertrag im Wert von 75 Millionen US-Dollar bei den Miami Dolphins.
Am 5. April 2025 gab Armstead das Ende seiner Profikarriere bekannt.